# Малая Охта (приток Великой Охты)
Малая Охта (устар. Малая Вохта) — река в России, протекает по Прилузскому району Республике Коми. Устье реки находится в 85 км по левому берегу реки Великая Охта. Длина реки составляет 12 км.
Река течёт по лесной, ненаселённой местности. Среди притоков наиболее значим — Ольховый, впадает в реку в среднем течении. В верхнем течении у Малой Вохты сильный уклон, быстрое течение.

## Данные водного реестра
По данным государственного водного реестра России относится к Двинско-Печорскому бассейновому округу, водохозяйственный участок реки — Вычегда от города Сыктывкар и до устья, речной подбассейн реки — Вычегда. Речной бассейн реки — Северная Двина.
Код объекта в государственном водном реестре — 03020200212103000024594.